# NGC 5549
NGC 5549 (другие обозначения — UGC 9156, MCG 1-36-36, ZWG 47.1, PGC 51118) — линзообразная галактика (S0) в созвездии Дева.
Этот объект входит в число перечисленных в оригинальной редакции «Нового общего каталога».